# (9403) Sanduleak
(9403) Sanduleak – planetoida z pasa głównego asteroid okrążająca Słońce w ciągu 4,41 lat w średniej odległości 2,69 j.a. Została odkryta 31 października 1994 roku. Nazwa planetoidy pochodzi od Nicholasa Sanduleaka, amerykańskiego astronoma. Przed nadaniem nazwy planetoida nosiła oznaczenie tymczasowe (9403) 1994 UJ11.